# Amityville 7: El rostro del diablo
Amityville 7: A New Generation (en México, El regreso; en España, Amityville: El rostro del diablo) es una película de terror de 1993 dirigida por John Murlowski y con actuación de Ross Partridge, Julia Nickson-Soul y Lala Sloatman. La película, que es la séptima de la serie Amityville, recibió críticas negativas.

## Argumento
El hijo ilegítimo del hombre que asesinó a su familia entera en la casa de Amityville (conocido en Amityville II como Sonny Montelli) comienza a experimentar extraños sucesos en su vida, desconociendo totalmente que provienen de un espejo que tiene en su hogar y que años atrás estuvo bajo el techo de la casa en donde su padre dio inicio a toda la maldición de Amityville.

## Reparto
- Ross Partridge - Keyes Terry
- Julia Nickson-Soul - Suki
- Lala Sloatman - Llaine
- David Naughton - Dick Cutler
- Barbara Howard - Janet Cutler
- Jack Orend - Franklin Bonner (Jack R. Orend)
- Richard Roundtree - Pauli
- Terry O'Quinn - Inspector Clark
- Robert Rusler - Ray
- Lin Shaye - Turner
- Karl Johnson - Hombre del bar
- Ralph Ahn - M. Kim
- Tom Wright - Empleado
- Bob Jennings - Oficial
- Jon Steuer - Young Keyes
- Robert Harvey - Bronner (Bob Harvey)
- Ken Bolognese - Prpfesor
- Abbe Rowlins - Universitario
- Joseph Schuster - Hombre joven
- J.P. Stevens - Adolescente
- Kim Anderson - Maestra #1
- Claudia Gold - Maestra #2